# Ulrich Söding
Ulrich Söding (* 1957) ist ein deutscher Kunsthistoriker und Hochschullehrer.

## Leben
Ab 1976 studierte Söding Kunstgeschichte, Klassische Archäologie und Vor- und Frühgeschichte an der Universität Würzburg und der Freien Universität Berlin. 1985 wurde er in Würzburg zum Grabbild des Peter Paul Rubens promoviert. Ebendort trat er eine Stelle als wissenschaftlicher Mitarbeiter an und die Habilitation erfolgte 1994. Nach einer Vertretungsprofessur in Münster hatte Söding von 1996 bis 2023 die Professur für Kunst des Mittelalters an der Ludwig-Maximilians-Universität München inne.
Seine Forschungsschwerpunkte sind die Kunst des Spätmittelalters und der Frühen Neuzeit, insbesondere Tafelmalerei und Skulptur. Darüber hinaus forscht immer wieder auch zu barocker Kunst sowie zu transalpinen Kunstkontakten.

## Schriften (Auswahl)
- Jacopo Sansovinos Florentiner Domfassaden-Dekoration von 1515. In: Lars Olof Larsson, Götz Pochat (Hrsg.): Kunstgeschichtliche Studien zur Florentiner Renaissance. European Cultural Foundation, Stockholm 1980, Bd. 1, S. 156–164.
- Das Grabbild des Peter Paul Rubens in der Jakobskirche zu Antwerpen (= Studien zur Kunstgeschichte. Band 43). Lang, Hildesheim u. a. 1986.
- Hans Multscher. Der Sterzinger Altar. Bozen 1991.
- Hans Multschers „Wurzacher Altar“. In: Münchner Jahrbuch der bildenden Kunst 42 (1991), S. 69–116.
- Die Bildwerke Hans Multschers. Ein Beitrag zur europäischen Kunst im 15. Jahrhundert. In: Brigitte Reinhardt, Michael Roth (Hrsg.): Hans Multscher. Bildhauer der Spätgotik in Ulm. Ausstellungskatalog. Ulm 1997, S. 31–51.
- Der Münnerstädter Altar von Tilman Riemenschneider. In: Rainer Kahsnitz, Peter Volk (Hrsg.): Skulptur in Süddeutschland 1400–1770. Festschrift für Alfred Schädler. München / Berlin 1998, S. 129–156.
- Conrat Meit von Worms. Ein Schüler Hans Seyfers? In: Andreas Pfeiffer, Karl Halbauer (Hrsg.): Hans Seyfer. Bildhauer der Spätgotik an Neckar und Rhein um 1500. Ausstellungskatalog. Heilbronn 2002, S. 97–120.
- Das Retabel mit dem Gnadenstuhl aus Soest in der Berliner Gemäldegalerie. In: Joachim Poeschke u. a. (Hrsg.): Das Soester Antependium und die frühe mittelalterliche Tafelmalerei. Kunsttechnische und kunsthistorische Beiträge (= Westfalen. Band 80), Münster 2005, S. 155–206.
- Schöne Madonnen. Standbilder und Sitzfiguren. München 2008.
- mit Leon Krempel (Hrsg.): Georg Petel. Neue Forschungen. München / Berlin 2009.
- mit Wolfgang Augustyn (Hrsg.): Dialog – Transfer – Konflikt. Künstlerische Wechselbeziehungen im Mittelalter und in der Frühen Neuzeit (= Veröffentlichungen des Zentralinstituts für Kunstgeschichte in München. Band 33). Passau 2014.
- Jan Gossaerts „Mann mit rotem Barett“ im Currier Museum of Art. Anmerkungen zu den Selbstbildnissen der niederländischen Italienfahrer. In: Thomas Weigel, Britta Kusch-Arnhold, Candida Syndikus (Hrsg.): Die Virtus in Kunst und Kunsttheorie der italienischen Renaissance. Festschrift für Joachim Poeschke zum 65. Geburtstag (= Symbolische Kommunikation und gesellschaftliche Wertesysteme. Schriftenreihe des Sonderforschungsbereichs 496. Band 46). Münster 2014, S. 185–225.
- „Ettlich Grabstain“. Die Grabdenkmäler für Kaiser Friedrich III. und Eleonore von Portugal. In: Renate Kohn (Hrsg.): Der Kaiser und sein Grabmal 1517–2017. Neue Forschungen zum Hochgrab Friedrichs III. im Wiener Stephansdom. Wien/Köln/Weimar 2017, S. 151–175.
- Realismus und Symbolik in der deutschen Tafelmalerei von 1430 bis 1450/60. In: Jiří Fajt, Markus Hörsch (Hrsg.): Vom Weichen über den Schönen Stil zur Ars Nova. Neue Beiträge zur europäischen Kunst zwischen 1350 und 1470 (= Studia Jagellonica Lipsiensia. Band 19). Böhlau, Wien/Köln/Weimar 2018, S. 361–394.
- mit Wolfgang Augustyn (Hrsg.): Bildnis – Memoria – Repräsentation. Beiträge zur Erinnerungskultur im Mittelalter und in der Frühen Neuzeit (= Veröffentlichungen des Zentralinstituts für Kunstgeschichte in München. Band 56). Passau 2021.
- Burgkmair und Italien. In: Guido Messling, Jochen Sander (Hrsg.): Renaissance im Norden. Holbein, Burgkmair und die Zeit der Fugger. Ausstellungskatalog. München 2023, S. 56–69.